# Coelioxys elongativentris
Coelioxys elongativentris är en biart som först beskrevs av Pasteels 1977.  Coelioxys elongativentris ingår i släktet kägelbin, och familjen buksamlarbin. Inga underarter finns listade i Catalogue of Life.